# Hökforssjön
Hökforssjön är en sjö i Oskarshamns kommun i Småland och ingår i Marströmmens huvudavrinningsområde. Sjön är 7,5 meter djup, har en yta på 0,327 kvadratkilometer och är belägen 46 meter över havet. Sjön avvattnas av vattendraget Hökforsbäcken.

## Delavrinningsområde
Hökforssjön ingår i det delavrinningsområde (637283-152921) som SMHI kallar för Mynnar i Kulltorpasjön. Medelhöjden är 63 meter över havet och ytan är 8,18 kvadratkilometer. Räknas de 2 avrinningsområdena uppströms in blir den ackumulerade arean 60,32 kvadratkilometer. Hökforsbäcken som avvattnar avrinningsområdet har biflödesordning 2, vilket innebär att vattnet flödar genom totalt 2 vattendrag innan det når havet efter 30 kilometer. Avrinningsområdet består mestadels av skog (62 procent) och jordbruk (29 procent). Avrinningsområdet har 0,31 kvadratkilometer vattenytor vilket ger det en sjöprocent på 3,8 procent.